# Milagro Sala

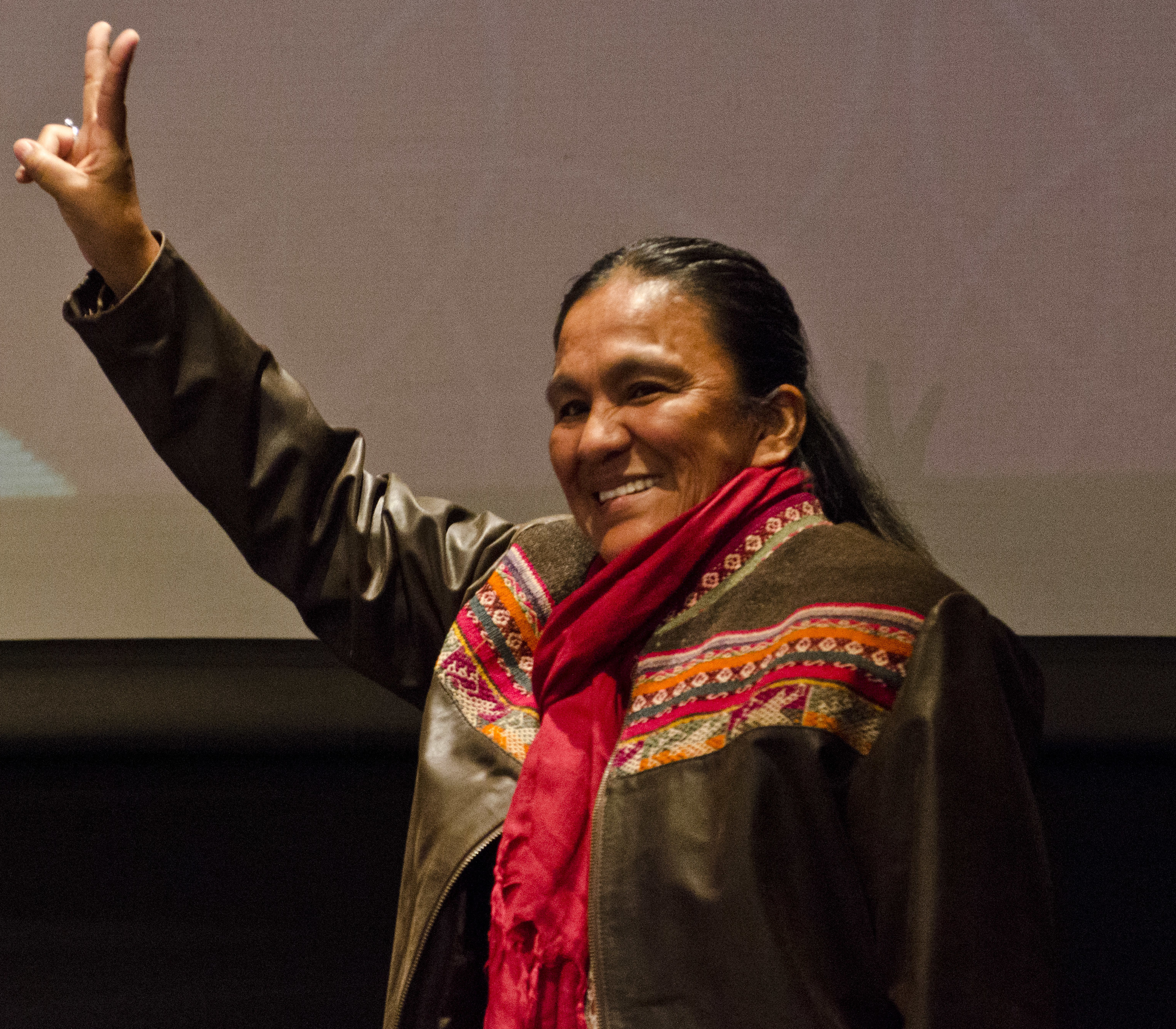
Milagro Sala

Milagro Amalia Ángela Sala (* 27. Januar 1964) ist eine Leiterin der Tupac Amaru Neighborhood Association, die Teil der Vereinigung Staatsbeamter der argentinischen Provinz Jujuy ist. Sie ist eine führende Person des Movimiento piquetero in Argentinien.
Am 16. Januar 2016 wurde Sala wegen Verdachts auf Betrug und illegale Verschwörung verhaftet. Der Grund war eine mutmaßliche Unterschlagung öffentlicher Gelder in Höhe von 29.000.000 Pesos (über 1,7 Millionen Euro), um Bedürftigen zu helfen.
In der UN-Arbeitsgruppe gegen willkürliche Inhaftierungen (GAD) kritisierten einige Menschenrechtsorganisationen, darunter Amnesty International, das Vorgehen von Argentiniens Regierung im Fall von Salas Inhaftierung. Die Regierung sah das Urteil als Handlungsempfehlung an.

## Leben
Sala wurde in der Stadt San Salvador de Jujuy geboren. Mit 15 Jahren entdeckte sie, dass sie adoptiert worden war und von ihrer biologischen Mutter in einem Krankenhaus ausgesetzt worden war. Diese Erkenntnis war der Grund dafür, dass Sala ihre Familie verließ und in einem kriminellen Milieu verkehrte, weshalb sie mit 18 Jahren verhaftet wurde. Im Gefängnis organisierte sie einen Hungerstreik, um für ihre weiblichen Mitgefangenen besseres Essen kochen zu dürfen, was sie auch durchsetzen konnte. Sala verbrachte acht Monate im Gefängnis und beriet Prostituierte zur Verbesserung ihrer Lebenssituation und Veränderung ihres Tätigkeitsbereichs.
Daraufhin trat Sala dem Argentinischen Gewerkschaftsbund CTA bei. Bekannt wurde sie für ihre Führungsposition in der Asociacion barrial Tupac Amaru, eine NGO in der Provinz Jujuy. Dieser Einfluss sorgte für Konflikte mit konservativen Politikern. Sala wurde öfters verschiedener Verbrechen beschuldigt, darunter auch der Todesdrohungen gegen den Senator Gerardo Morales. 2009 dementierte sie Vorwürfe einer Beteiligung einer Attacke gegen Morales mit der Bemerkung, die Anschuldigungen seien politisch motiviert und ohne Beweise.
Sala ist die Mutter von zwei eigenen und zwölf adoptierten Kindern.

## Asociacion barrialTupac Amaru
Tupac Amaru ist eine Organisation mit 70.000 Mitgliedern, die in der Provinz Jujuy Bedürftigen Unterkunft, Verpflegung, Bildung und medizinische Versorgung zur Verfügung stellt. Die NGO besteht hauptsächlich aus indigenen Personen aus dem Volk der Kolla und stützt sich auf das Vermächtnis historischer Persönlichkeiten, wie Tupac Amaru, Che Guevara und Eva Perón. Die Organisation vertritt eine sozialistische Politik ähnlich der des bolivianischen Präsidenten Evo Morales.
Tupac Amaru erhält 7,9 Millionen Pesos pro Monat als Fördermittel für den sozialen Wohnungsbau von der argentinischen Regierung. Bis 2009 wurden damit 3.000 Wohnungen gebaut. Außerdem verwaltet die Organisation sechs Fabriken mit insgesamt 5.000 Mitarbeitern, wo Konstruktionsmaterialien, Werkzeuge und Textilien hergestellt werden. Sie finanziert zwei Schulen und eine Klinik. Tupac Amaru hat in anderen Teilen Argentiniens insgesamt 16 Ausläufer etabliert, wie zum Beispiel in Salta, Santiago del Estero, Tucumán, Buenos Aires, und Mendoza.
Viele der Anschuldigungen gegen die Organisation und sie selbst führt Sala auf Rassismus zurück.
2015 wurde Gerardo Morales zum Gouverneur gewählt. Sala startete bei seiner Amtseinführung eine Demonstration am Hauptplatz von Jujuy und weigerte sich auch nach einem Monat, den Platz zu verlassen. Sie wurde schließlich verhaftet und der Störung der öffentlichen Ordnung bezichtigt.
Gerardo Morales ordnete außerdem an, dass Fördermittel über Bankkonten ausgegeben werden müssen, damit dies nachvollzogen werden kann. Sala weigerte sich, dies durchzuführen.
Amnesty International befand, dass Sala für die Beanspruchung ihres Rechts auf Meinungsäußerung und friedlicher Demonstration kriminalisiert wurde, und rief wie andere Menschenrechtsorganisationen zum Schutz von Salas Freiheit und ihrem Recht auf Protest auf.
Seit dem 18. Januar 2016 befand sich Milagro Sala in Untersuchungshaft und Hausarrest. Im Jahr 2019 wurde Sala aufgrund der Führung einer illegalen Organisation zu 13 Jahren Haft verurteilt. Sie besteht auf ihrer Unschuld. Den Prozess verbindet sie mit der radikalen Verfolgungs- und Kürzungspolitik des Präsidenten Mauricio Marci. Am Urteil wurde unter anderem stark kritisiert, dass die Staatsanwaltschaft keine zeitliche Einordnung für die Vergehen angeben konnte.